# 2000 AN50
2000 AN50 är en asteroid i huvudbältet som upptäcktes den 6 januari 2000 av den kroatiska astronomen Korado Korlević vid Višnjan-observatoriet.
Asteroiden har en diameter på ungefär 7 kilometer och den tillhör asteroidgruppen Koronis.